# 52341 Ballmann
52341 Ballmann è un asteroide della fascia principale. Scoperto nel 1992, presenta un'orbita caratterizzata da un semiasse maggiore pari a 2,7869065 UA e da un'eccentricità di 0,1512788, inclinata di 9,59410° rispetto all'eclittica.